# 中島多茂都
中島 多茂都（なかじま たもつ、本名：保　1900年（明治33年）8月30日 - 1970年（昭和45年）7月30日）は、昭和期の日本画家。静岡県に生まれる。
師は前田青邨。昭和27年日本美術院同人となる。院展評議員。死去。69歳。

## 代表作
「伊豆の玄岳」「仙石原村」（日本美術院賞）
「長崎三題(崇福寺・眼鏡橋・大浦聖堂)」（昭和38年、院展文部大臣賞）

## 主な収蔵先
- 横浜美術館